# Légion de Damas
Cet article concerne l'unité dirigée par Étienne de Damas-Crux. Pour l'escadron de hussards, voir Hussards de la Légion de Damas. Pour l'unité dirigée par Roger de Damas, voir Légion noire de Mirabeau.
La Légion de Damas est une unité de l’armée des émigrés qui est à l'origine de la création des  hussards de la Légion de Damas.

## Historique
Formée en 1793 du fait du bon comportement de la légion de Béon lors des combats près de Menin, avec autorisation du stathouder, cette légion est sous le commandement du comte Étienne de Damas-Crux, un ancien de Maestricht. Elle recrute largement parmi les vétérans du siège. L'unité porte d'ailleurs d'abord le nom de régiment de Maestricht avant que d'être légion de Damas. Mestre de camp-commandant du régiment de Vexin, avant 1789, Étienne de Damas-Crux est rejoint par une partie de ce corps en émigration. Il fait la campagne de 1792 dans l’armée des Princes. 

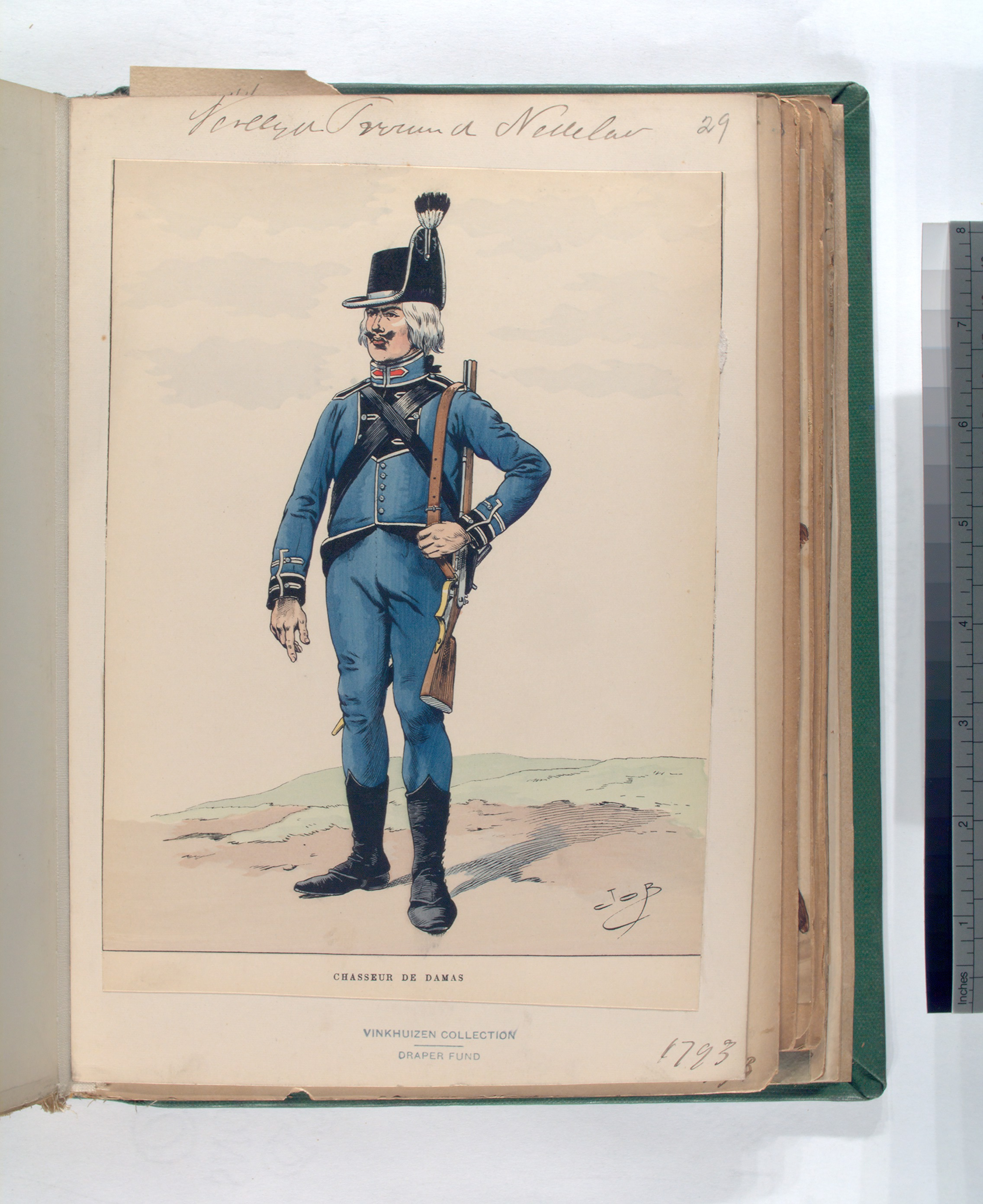
Uniforme de Chasseur de la Légion de Damas, 1793

Cette légion de Damas compte des chasseurs, officiers et gentilshommes, et des fusiliers roturiers. À l'été 1793, il les conduit en Hollande et la légion est au service de la Hollande. Début octobre 1793, la légion est au complet et participe au siège de Maubeuge avec l’unité de Béon. L'hiver 1793/94 trouve les deux unités repliées dans la région de Liège. Damas ne compte plus que 500 soldats. Les pertes ont été sévères mais la discipline s'est raffermie.
Lors de l'invasion des Pays-Bas par les troupes républicaines, la légion passe à la solde et au service de l'Angleterre. Le gouvernement anglais prend aussi à sa solde les corps d'émigrés levés sur le continent, et entre autres les légions de Béon et de Damas, qui venaient de se distinguer au service de la Hollande. Ces deux corps allaient être licenciés, lorsque ces chefs, pour conserver leur fortune, se hâtent d'accepter les propositions de l'Angleterre. Le colonel Nesbitt signe le traité au nom de son gouvernement et leur présenta la cocarde britannique. Les émigrés de Béon et de Damas ne l'acceptent qu'avec l'expression du plus vif mécontentement.
L'infanterie de cette légion ayant été détruite au cours du débarquement des émigrés à  Quiberon, le comte Étienne de Damas-Crux conclut avec le prince de Condé, l'année suivante, une capitulation en vertu de laquelle il forme, des débris de cette même légion, un régiment de hussards nommé hussards de la Légion de Damas, qu'il commande à l’armée de ce prince. Il passe en Russie avec le corps de Condé, et est dès lors attaché à la personne du duc d'Angoulême, en qualité de premier gentilhomme de la chambre. Il accompagne ce prince, de Mittau à l'armée de Condé, puis à Varsovie, et enfin en Angleterre.
Étienne de Damas-Crux fait son entrée à Bayonne, le 26 juillet 1815, escorté par 1 800 Basques qu'il avait rassemblés. Il refuse toute participation et tout secours du général espagnol comte de L'Abisbal, qui lui avait offert de marcher sous ses ordres avec son armée.